# Copidosoma bolivari
Copidosoma bolivari är en stekelart som beskrevs av Mercet 1921. Copidosoma bolivari ingår i släktet Copidosoma och familjen sköldlussteklar.
Artens utbredningsområde är:
- Tjeckien.
- Slovakien.
- Finland.
- Frankrike.
- Ungern.
- Spanien.
- Sverige.

Arten är reproducerande i Sverige. Inga underarter finns listade i Catalogue of Life.